# پودو لوآیه
شهر پودو لوآیه (به رومانیایی: Podu Iloaiei) در شهرستان ایاشی در کشور رومانی واقع شده‌است. جمعیت این شهر ۹٬۷۳۹ نفر  است.